# Thorondor Saxum
Il Thorondor Saxum è una struttura geologica della superficie di 101955 Bennu.